# Bonvesin della Riva
Bonvesin della Riva lub Bonvesin da la Riva (ur. 1240 lub 1245 w Mediolanie, zm. 1313 lub 1314 lub 1315 tamże) – trzynastowieczny poeta lombardzki, autor liryki religijnej i moralistycznej, nauczyciel gramatyki, członek zakonu Ordine degli Umiliati. Tworzył poezję po łacinie i w dialekcie lombardzkim.
Przykładał dużą wagę do literackiego kunsztu swoich utworów. W swoich utworach chwali postawę ascetyczną.
Autor m.in. Disputatio rosae cum viola ("Rozmowa róży z fiołkiem"), De quinquaginta curialitatibus ad mensam ("O pięćdziesięciu grzecznościach przy stole") oraz De magnalibus urbis Mediolani ("O wielkich dziełach miasta Mediolan"). Swoje najbardziej znane dzieło stworzył w 1274. Była to Libro delle tre scritture ("Księga trojakiego pisma") – trzyczęściowy utwór, poświęcony rozważaniom na temat ludzkiego bytowania na ziemi i po śmierci, radości raju i cierpień piekielnych oraz na temat cierpienia Chrystusa.